# مرعة (السياني)

تعديل مصدري - تعديل

مرعة هي إحدى قرى عزلة النقيلين بمديرية السياني التابعة لمحافظة إب، بلغ تعداد سكانها 1406 نسمة حسب تعداد اليمن لعام 2004.